# Handaufzucht

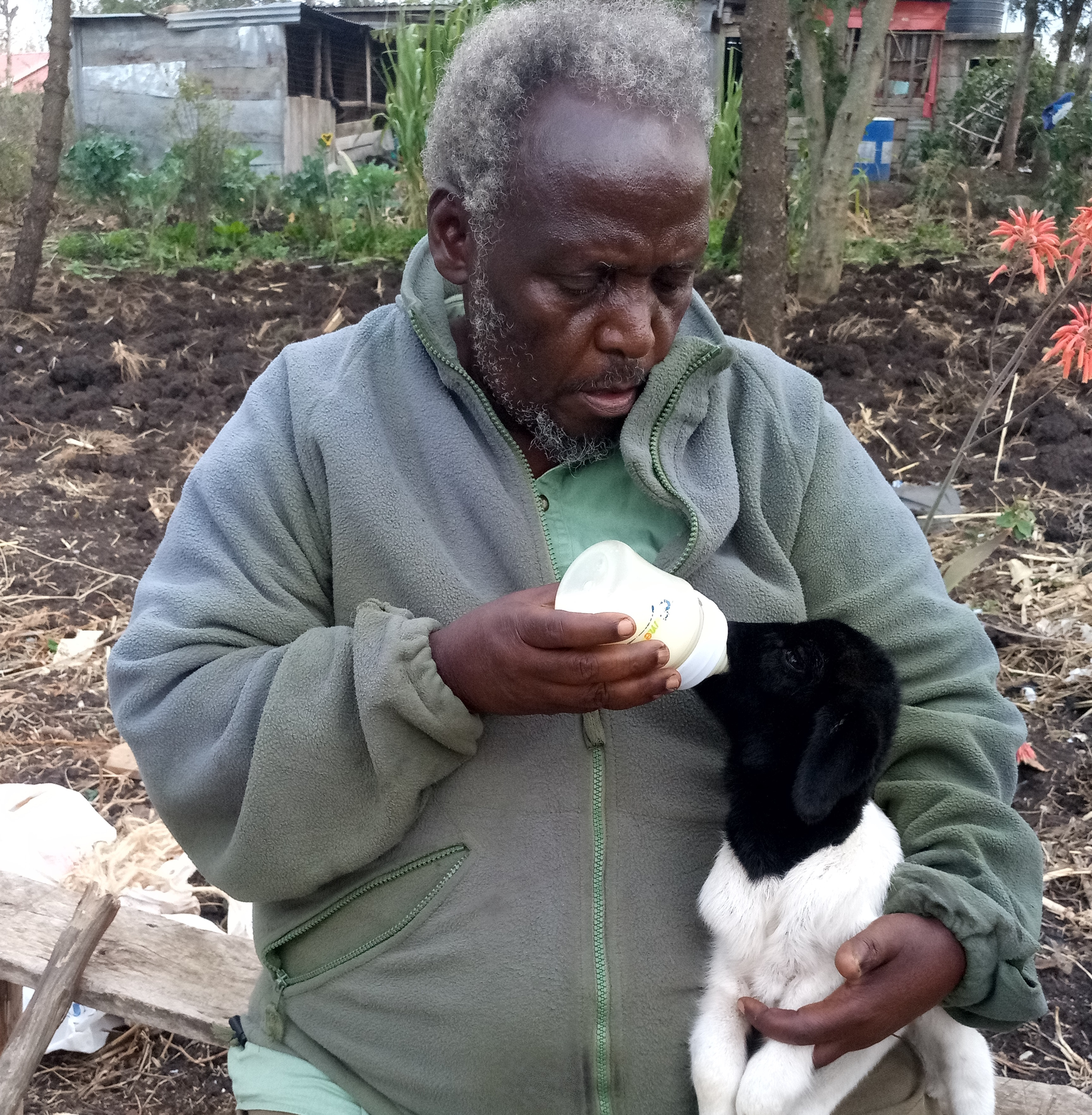
Verwaistes Lamm wird mit der Babyflasche ernährt.

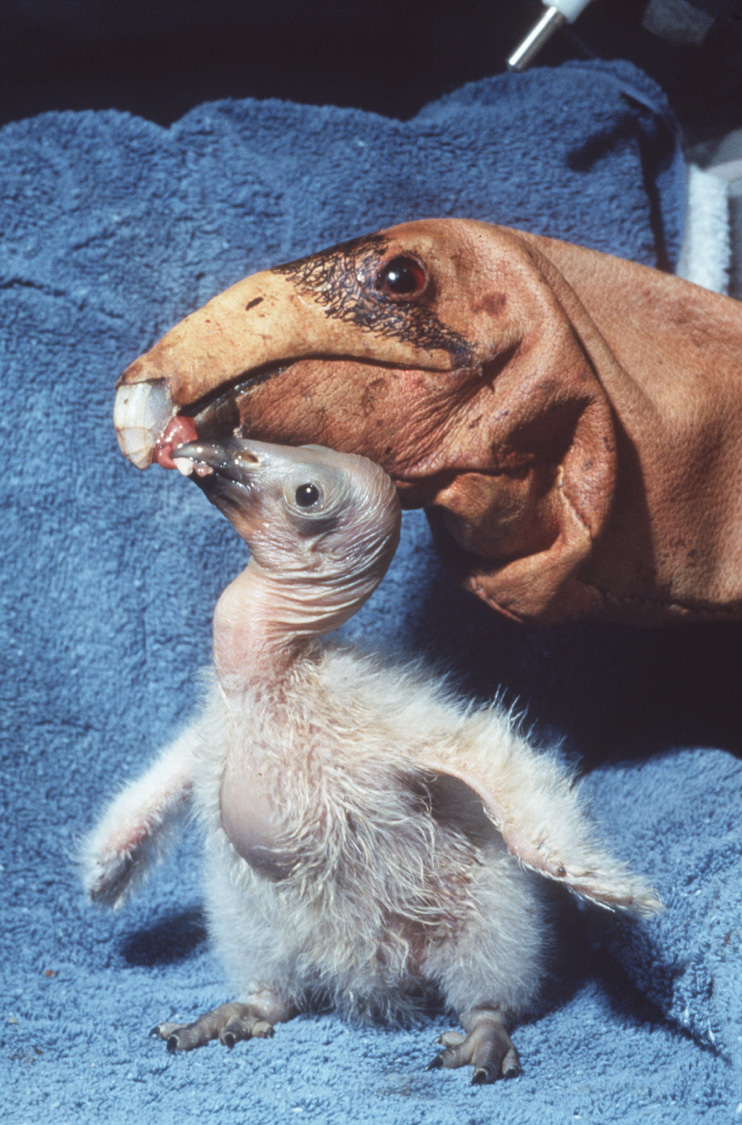
Fütterung eines Dunenjungen des Kalifornienkondors mit einer Handschuhattrappe im Rahmen der Erhaltungszuchtmaßnahmen im San Diego Zoo Safari Park. Diese Maßnahme soll die Prägung auf den Menschen verhindern.

Von Handaufzucht wird gesprochen, wenn Tierjunge in einem sehr jungen Lebensalter, in dem sie normalerweise noch von ihrer Tiermutter oder ihren Tiereltern ernährt würden, von Menschen großgezogen werden.

## Durchführung
Junge Säugetiere, die auf Milchnahrung angewiesen sind, werden von Hand mit der Flasche aufgezogen, wenn das Muttertier bei oder nach der Geburt gestorben ist, wenn es keinen Brutpflegeinstinkt zeigt, oder aus Krankheitsgründen das Jungtier nicht säugen darf oder kann, beispielsweise bei einer fortgeschrittenen Mastitis.
Für die Handaufzucht von Säugetieren verwendet man eine Babyflasche oder eine spezielle Aufzuchtflasche mit einem in der Größe passenden Sauger. Als Nahrung eignet sich die Milch eines laktierenden Weibchens einer verwandten Tierart oder ein Muttermilchersatz aus einem speziell für die Tierart hergestellten in der Zusammensetzung geeigneten Milchpulver. Neugeborene Tiere benötigen Kolostrum entweder in konservierter Form oder eine ersatzweise hergestellte Mischung.

Eine Alternative zur Flaschenaufzucht ist das Säugen des Jungtieres durch eine zur selben oder einer verwandten Art gehörende Amme, sofern rechtzeitig eine gefunden werden kann.
Bei einem aus dem Ei geschlüpften Vogel kann in manchen Fällen eine Attrappe erforderlich sein, die den Kopf des Muttertieres mit dem als Schlüsselreiz dienenden Merkmal nachbildet, um beim Jungvogel das Öffnen des Schnabels und die Nahrungsaufnahme auszulösen. Die Auswahl des Futters richtet sich nach dem, was die Elterntiere als Nahrung zum Füttern ihrer Jungvögel auswählen.
Bei in Zoos geborenen Jungtieren, die von der Mutter nicht angenommen werden, wird in der Regel eine Handaufzucht versucht, die auch sehr häufig gelingt. Auch verwaist aufgefundene Wildtiere können von Hand aufgezogen werden.

## Auswirkung auf das Verhalten
Für die handaufgezogenen Tiere kann die Gewöhnung an bzw. Prägung auf den Menschen zu einem Problem werden, da die Gefahr besteht, dass sie als erwachsene Tiere gegenüber Geschlechtspartnern kein normales Verhalten zeigen und allgemein Schwierigkeiten haben, sich in Gruppen von Artgenossen zu integrieren. Das gilt besonders für Tiere, die ausgewildert werden sollen. Ein Problem ist für Wildtiere auch das Nichterlernen arttypischer Verhaltensweisen wie Nahrungssuche und Jagd sowie die Aufzucht von eigenen Jungen. Daher wird bei handaufgezogenen Wildtieren darauf geachtet, sie nur so lange wie notwendig in unmittelbarer Nähe der Menschen zu halten und dann so schnell wie möglich eine Ablösung von den betreuenden Personen zu bewirken.
Aufgrund dieser Problematik wird die Handaufzucht von Zootieren häufig kritisiert, etwa bei dem Eisbären Knut. Umgekehrt können der Verzicht auf eine Handaufzucht und der dadurch mögliche Tod eines Jungtiers in den Medien große Empörung auslösen, beispielsweise bei der Artgenossin des Eisbären Knut, Flocke, bei der sich die Betreuer nach Kritik schließlich doch zur Handaufzucht entschlossen.
Die ethische Rechtfertigung von Handaufzuchten in Zoos kann darin bestehen, dass sie bei gefährdeten Tierarten einen Beitrag zur Erhaltungszucht und zu den Artenschutzprogrammen leisten und für die Zoobesucher einen Beitrag zu deren Bildung, wenn sie auch die artgerechte Tierhaltung innerhalb des Zoos praktizieren und thematisieren.
In der Landwirtschaft ist eine Gewöhnung der Tiere an Menschen von großem Nutzen. Das gilt auch für die Haustierzucht. In beiden Bereichen ist dieser Effekt erwünscht.

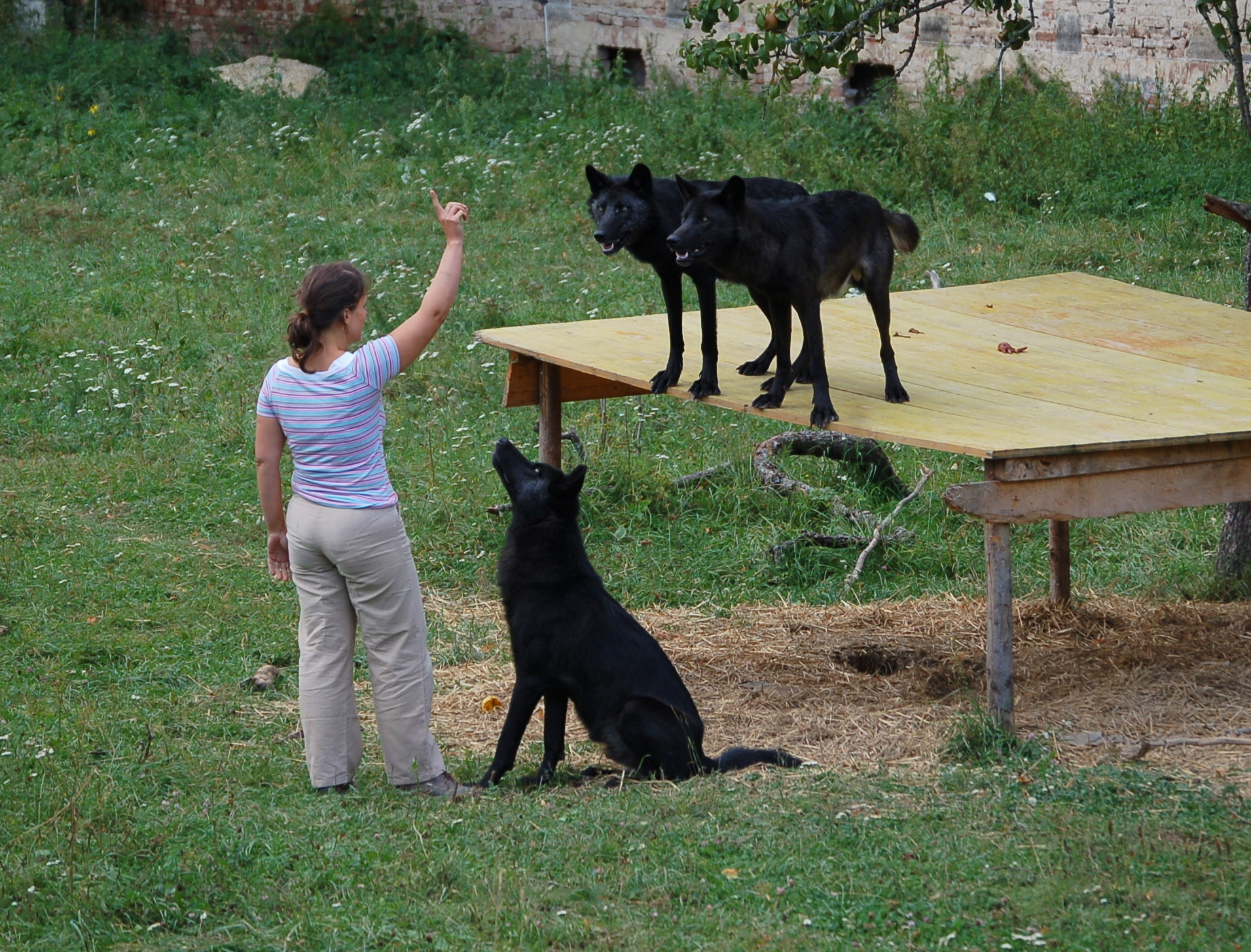
Handaufgezogene schwarze Timberwölfe

Bei in Gehegen gehaltenen zahmen, menschenvertrauten und kooperativen Wölfen handelt sich um Handaufzuchten. Im von Kurt Kotrschal mitbegründeten Wolf Science Center Wien beginnt bei den Wolfswelpen schon zwei Wochen nach ihrer Geburt die Flaschenfütterung mit Welpenmilch.